# Фаркадон (дим)
Фаркадо́н (греч. Δήμος Φαρκαδόνας) — община (дим) в Греции. Входит в периферийную единицу Трикала в периферии Фессалия. Население 13 396 человек по переписи 2011 года. Площадь общины — 368,674 квадратного километра. Плотность — 36,34 человека на квадратный километр. Административный центр — Фаркадон.
Димархом на местных выборах в 2019 году избран Иоаннис Сакеллариу (Ιωάννης Σακελλαρίου). После его смерти 8 августа 2020 года димархом на оставшийся срок избран Спирос Агнандис (Σπύρος Αγναντής).
Община создана в 1883 году (ΦΕΚ 126Α), в 1912 году (ΦΕΚ 261Α) община упразднена и создано сообщество Циоти (Κοινότητα Τσιοτίου). Община Циоти создана в 1946 году (ΦΕΚ 290Α), в 1955 году переименована в Фаркадон, в 1997 году (ΦΕΚ 244Α) к общине добавлен ряд населённых пунктов, в 2010 году (ΦΕΚ 87Α) по программе «Калликратис» к общине присоединены населённые пункты упразднённых общин Ихалия и Пелинней. Община (дим) Фаркадон делится на три общинные единицы.